# Janet Mason
Pour les articles homonymes, voir Mason.
Janet Mason est une actrice pornographique américaine.

## Biographie
Janet Mason est née le 8 avril 1967.
Elle a d'abord établi sa présence sur Internet en 1998 avec un site amateur qu'elle a créé. Son âge ne se voit pas tant elle prend soin de son corps. Elle débute en l'an 2000.

## Distinctions
Récompenses
- 2009 - CAVR Award : MILF

## Filmographie sélective
- 2000 : Janet Mason - First Black Gangbang
- 2001 : Janet Meets The DFW Knight
- 2002 : Hairy Janet 4: Hair's To You
- 2003 : Foot Fetish Fever 6: Bo's Special Foot Massage
- 2004 : Chippen-Fucked: Janet Meets Stallion
- 2005 : Foot Fetish Fever 8: American Feet, British Meat
- 2006 : Solo Play 3: I Spy Janet
- 2007 : Women Seeking Women 38
- 2008 : Lesbian Seductions: Older/Younger 23
- 2009 : Lesbian Seductions: Older/Younger 24
- 2009 : Lesbian Seductions: Older/Younger 29
- 2010 : Mother-Daughter Exchange Club 17
- 2011 : Cougar Recruits 6
- 2012 : Road Queen 21
- 2013 : We're Young and Love to Lick Pussy
- 2014 : Older/Younger: Unrefined
- 2015 : Cougar and Kitten Tales
- 2016 : Stepmom Videos 8
- 2017 : My First Sex Teacher 53
- 2018 : Seduced By A Cougar 50